# 1062年
| 千纪： | 2千纪 |
| 世纪： | 10世纪 \| 11世纪 \| 12世纪                                                                                 |
| 年代： | 1030年代 \| 1040年代 \| 1050年代 \| 1060年代 \| 1070年代 \| 1080年代 \| 1090年代                           |
| 年份： | 1057年 \| 1058年 \| 1059年 \| 1060年 \| 1061年 \| 1062年 \| 1063年 \| 1064年 \| 1065年 \| 1066年 \| 1067年 |
| 纪年： | 壬寅年（虎年）；契丹清宁八年；北宋嘉祐七年；西夏奲都六年；大理正德元年；越南彰聖嘉慶四年；日本康平五年     |

## 大事记
- 宋真宗之弟商王趙元份之子趙曙被立為皇太子。
- 日本前九年之役結束。
- 穆拉比特王朝興建了馬拉喀什並遷都於此，開始入侵迦納帝國。
- 白益王朝被塞爾柱人滅亡。
- 8月9日——挪威國王無情者哈拉爾在「尼桑戰役」(Battle of Niså)擊敗丹麥國王斯文二世，只好於1064年與丹麥簽訂無條件的和約。

## 逝世
- 5月24日——包拯，中國北宋官員。